# In Georgien
In Georgien ist ein Dokumentarfilm des DEFA-Studios für Dokumentarfilme von Jürgen Böttcher aus dem Jahr 1987.

## Handlung
Der Film beginnt im Oberen Swanetien mit der Ur-Hauptstadt Mzcheta und zeigt einen Bauern, der zwei Ochsen im Kreis führt, die eine Art Schlitten über Getreide ziehen, auf dem noch seine Frau mit einem Kind als Gewichte stehen. Hier erklärt der Regisseur Jürgen Böttcher, dass es sich hier nicht um einen umfassenden Film über Georgien handeln kann, sondern nur um einen ländlichen, subjektiven Ausschnitt. Es folgt ein Besuch der Svetitskhoveli-Kathedrale (Kathedrale der lebensspendenden Säule), bei der ein junger Mann melodiös mehrere Glocken mit den Händen bedient. Die Kathedrale wurde im 11. Jahrhundert auf den Fundamenten des bereits im 4. Jahrhundert gebauten Gebäudes errichtet. Ihre Geschichte ist eng mit Schicksal Georgiens verbunden, gilt sie doch bis heute als Symbol der Lebenskraft des Volkes. Von hier aus kann man auf die ehemalige Hauptstadt des damaligen Kartliens, Mzcheta, sehen. In der Ferne ist auf einem Berg die Dswari-Kirche (Kreuz-Kirche) aus dem frühen 6. Jahrhundert zu entdecken.
Weiter geht es mit einem kurzen Aufenthalt in der heutigen Hauptstadt Tiflis (Tblissi), um dem großen georgischen Maler Niko Pirosmani zu huldigen. Hier trifft Jürgen Böttcher eine Gruppe interessierter junger Frauen, denen er erzählt, dass er bereits vor 20 Jahren einen Film über den bekannten Künstler drehen wollte. Im Pirosmani-Saal des Georgischen Nationalmuseums befinden sich viele Originale seiner Bilder, die noch nicht wieder an ihrem angestammten Platz aufgehängt wurden, da sie gerade erst von einer großen Moskauer Ausstellung zurückgekommen sind. Von den Georgiern wird er als der größte Maler seines Landes verehrt. Er malte, wie kein Zweiter, die Freuden und Leiden seines Volkes. Viele der Bilder können mit der Kamera festgehalten werden. Der Besuch von Tiflis endet mit Panoramafahrten der Kamera über die immer dunkler werdende Stadt.
Weiter geht es nach Kachetien, der Heimat Pirosmanis. In der Nähe von Telawi trifft das Filmteam auf eine Gruppe von Schäfern, die gerade mit der Schur ihrer Tiere beschäftigt ist. Sie kommen eigentlich aus den Bergen, vom Berg Kochimka. Nach einer kurzen Unterhaltung mit ihnen geht es weiter, bis die Filmcrew in einem kleinen Dorf einen Eselkarren sieht, auf dem eine Weinpresse installiert ist. Das ist Grund genug, hier anzuhalten, und der Bauer erklärt sofort, wie diese funktioniert. Sogleich sehen sich die Deutschen von einer Gruppe Frauen und Kindern umringt und dann gibt es Weintrauben und roten Wein als Willkommensgeschenk. Auf der Weiterfahrt geht es vorbei am Alasani-Tal und dem vorgelagerten Kaukasus. In der Ferne kann man das weiße Schiff der Alawerdi-Kathedrale erkennen, einen Kreuzkuppelbau des Mittelalters, die das nächste Ziel sein wird. Die Sakralbauten Georgiens wurden ebenso wie die hohen Leistungen der frühchristlichen Malereien in Westeuropa erst sehr spät gebührend beachtet. Auch hier gibt es wieder eine Gruppe von Frauen, die dem Team Früchte schenken und ein religiöses Lied vortragen.
In einem der nächsten Dörfer entdeckt die Filmgruppe auf einem Bauernhof einen Granatapfelbaum, der aufgenommen werden soll. Das war für die Bewohner der Anlass, sofort ein Picknick zu bereiten und gemeinsam mit den deutschen Gästen zu essen und aus immer wieder neuen Gründen anzustoßen. Dabei werden auch die nicht vergessen, die im Zweiten Weltkrieg dafür gefallen sind, dass man heute so friedlich zusammenkommen kann. Die Frauen, die das alles vorbereitet haben, nehmen nicht daran teil, sondern halten sich dezent im Hintergrund auf. Das Fest geht bis in die Nacht, es werden immer mehr Teilnehmer und es wird viel zu dem georgischen Volksinstrument Panduri gesungen.
Weiter geht es nach Batumi, der Hauptstadt der Region Adscharien am Schwarzen Meer, und ein erster Besuch gilt dem dortigen Delfinarium, gefolgt von einem Spaziergang auf der Strandpromenade. Hier befindet sich auch eine Freilichtbühne, auf der junge Frauen und Mädchen in traditionellen Kostümen, vor zahlreichen Zuschauern, ebensolche Tänze aufführen. Trotz des späten Abends herrscht ein reges Treiben am Meer. Am nächsten Morgen geht es auf den Friedhof von Batumi. Kommentarlos werden mehrere Grabstellen gezeigt, während eine Beisetzung stattfindet. Dann geht es weiter zu den Teefeldern in Chakvi bei Kobuleti. Diese fruchtbare Gegend der Kolchis ist seit frühester Zeit mit der Geschichte vom Goldenen Vlies und der Argonautensage verbunden. Leider regnet es seit Tagen, so dass auf den Teefeldern nicht gearbeitet werden kann.
Nun geht es wieder zurück in die Berge Svanetiens, ein Gebiet, welches der georgische König Saurmag I. im Jahr 253 v. Chr. das Land der Stille und der Ruhe nannte. Mestia ist die kleine Hauptstadt dieser höchsten Gebirgsregion. Im Hof des dortigen Museums werden dem Filmteam mehrere Ikonen aus dem frühen Mittelalter gezeigt, die hier ihren Ursprung haben. Nicht weit davon befindet sich der Marktplatz vom Mestia, wo in einem der anliegenden Häuser eine Frau sitzt und auf ihrer Panduri musiziert. Von hier aus kann man den fast 5000 Meter hohen Tetnuldi sehen, auch der fast ebenso hohe Uschba ist nicht weit entfernt. Im Jahr 1937 wurde eine Straße in diese Gegend gebaut und erst jetzt lernten die Bewohner das Rad kennen. Bis heute ist aber der Ochsenschlitten ein auch im Sommer beliebtes Hilfsmittel, da dieser praktischer ist als ein Räderfuhrwerk. Von der Höhe Uschgulis aus schwenkt die Kamera auf den über 5000 Meter hohen Schchara. Das hier wohnende stolze und freiheitsliebende Bergvolk zählt knapp 20.000 Menschen, das durch Kriege und Blutrache immer wieder stark reduziert wurde. Allein zwischen 1917 und 1925, also bis zur Errichtung der Sowjetmacht, kamen über 600 Männer durch Blutrache ums Leben. Heute stehen die Jahrhunderte alten Wehrtürme wie Denkmäler. Beeindruckend sind die längeren Szenen, die das dörfliche Leben in Uschguli wiedergeben. Die Bewohner sind sehr freundlich und bitten die Gäste aus der DDR, die ja auch ihre Brüder sind, auf jeden Fall noch einmal wiederzukommen.

## Produktion und Veröffentlichung
Die Premiere des auf ORWO-Color hergestellten Films fand im Oktober 1987 während des 10. Nationalen Festivals des Dokumentar- und Kurzfilms der DDR in Neubrandenburg statt.
Der Film wurde mit der Unterstützung des Studios „Georgischer Film“ gedreht. Der das Filmteam begleitende georgische Dolmetscher war Aliko Kartosia.

## Kritik
E. Gerst schreibt in der Neuen Zeit in seinem Bericht über das 10. Nationale Festivals des Dokumentar- und Kurzfilms der DDR in Neubrandenburg:

„Ein intuitiver Film, in dem Augenblicke mehr sagen als Worte, ein Film, der ohne Zweifel einzigartige Bilder baut, aber dann nicht hinausgeht über das Guten-Tag-Sagen bei Zufallsbegegnungen. Entweder wird man ergriffen von der besonderen Fremdheit dieser Welt ‚In Georgien‘, oder man fängt an, sich zu langweilen.“

H. U.  schreibt in der Neuen Zeit:

„Kaum ein Blick auf das, was man Touristenattraktionen nennt. Erst recht nicht eine romantisch-exotische Sehweise: Schaut mal her, so sind Land und Leute! Die Andersartigkeit gewiß, aber nicht als eine Fremdartigkeit. Eine große Nähe. Dabei Strenge und Kargheit. Keine aufgesetzte Poesie. Aber gerade so wird die Seele eines Landes und seiner Menschen erkennbar: Stolz, Würde und die Tugenden der Gastfreundschaft. Die von Jürgen Böttcher und seinem Kameramann Thomas Plenert geübte Kunst des sorgfältig genauen Blickes auf Menschen und Dinge läßt zudem nie etwas gestellt wirken.“